# Manuel Raygada Ballesteros
Manuel Raygada Ballesteros (Callao, 8 de marzo de 1904 -  5 de abril de 1971) fue un compositor peruano de música criolla.
En el 2020, el repertorio musical de Manuel Raygada fue declarado Patrimonio Cultural de la Nación.

## Biografía
Nace en la calle Constitución del puerto del Callao, en el bar "Trípoli" de Monteagudo empieza a escuchar la música de los criollos que solían reunirse allí. Su padre al descubrir su afición le compró una guitarra. A los 13 años, en la cantina "El Pollito" de la calle Washington se subió al mostrador y entonó con su guitarra un vals, nació un jaranista aquella tarde. Al cumplir 19 años forma parte del conjunto estable de Radio Nacional del Perú. Forma dúo con el colombiano Caicedo logrando un segundo premio en el desaparecido Teatro Municipal de Lima en Barrios Altos. Ante el viaje de Caicedo por países del norte, decide formar un trío con Ricardo Smith y Pascual Villalba.
Se enrola en la Compañía Nacional de Vapores para navegar por los mares del mundo cuando regresa en 1929, decide buscar a Smith y Villalba para recomponer el trío.
El 21 de agosto de 1929, el vapor "Mantaro", zarpó del Callao hacia Arica llevando a la Delegación Oficial Peruana a la entrega de Tacna por representantes del gobierno chileno y sin que lo supieran, llevaba también como "pavos" a Raygada, Smith y Villalba. Fueron descubiertos cerca de Mollendo, pero no fueron desembarcados sino que los obligaron a cantar día y noche para alegrar a la tripulación y romper la monotonía del viaje.
Ya en territorio chileno, el trío se desintegró y Raygada, luego de trabajar por un tiempo en Iquique con su guitarra, viajó a Santiago de Chile. Según Aurelio Collantes, el cabaret "Sangai" de la calle Bandera, en Santiago, fue su primera trinchera y de la música peruana. En el año 1940 compone la canción "nostalgia chalaca" y en 1946 compone la canción que, hasta ahora es un éxito, y es "mi Perú". Regresó al Callao en 1955 debido a los esfuerzos del Municipio del Callao, por tal motivo compuso la canción "Mi Retorno"
Perseguido por sus ideas políticas (era miembro del proscrito Partido Aprista Peruano) por el gobierno de turno, compuso el patriótico Vals "Mi Perú". Ahora se ha convertido en el "Himno Peruano" que es cantado con mucha nostalgia por más de un millón de peruanos distribuidos en varios países del mundo.
Murió un 5 de abril de 1971, sus restos reposan en el Cuartel San David N° 21 del cementerio Baquíjano del Callao. A iniciativa y en el marco del Mes del 33 Aniversario de la Dirección Desconcentrada de Cultura del Callao, el Ministerio de Cultura del Perú Declaró “Patrimonio Cultural de la Nación en el Rubro de “Gran Maestro” la obra musical del compositor chalaco Manuel Raygada Ballesteros.

## Composiciones
Sus más importantes composiciones son:
- Mi Perú
- Nostalgia chalaca
- Mi retorno
- Mechita
- Santa Rosa de Lima
- Así era ella
- Acuarela criolla
- Hilos de plata